# Форкильинья
Форкильинья (порт. Forquilhinha)  —  муниципалитет в Бразилии, входит в штат Санта-Катарина. Составная часть мезорегиона Юг штата Санта-Катарина. Находится в составе крупной городской агломерации Агломерация Карбонифера. Входит в экономико-статистический  микрорегион Крисиума. Население составляет 21 518 человек на 2006 год. Занимает площадь 181,915 км². Плотность населения — 118,3 чел./км².
Праздник города — 26 апреля.

## История
Город основан 26 апреля 1989 года.

## Статистика
- Валовой внутренний продукт на 2003 составляет 281.964.697,00 реалов (данные: Бразильский институт географии и статистики).
- Валовой внутренний продукт на душу населения на 2003 составляет 14.053,26 реалов (данные: Бразильский институт географии и статистики).
- Индекс развития человеческого потенциала на 2000 составляет 0,797 (данные: Программа развития ООН).

## География
Климат местности: субтропический.